# Jeszcze słychać śpiew. I rżenie koni...
Jeszcze słychać śpiew. I rżenie koni… – czarno-biały film psychologiczny w reżyserii Mieczysława Waśkowskiego z 1971. 
Jego tytuł nawiązuje do ostatniego wersu wiersza Historia Krzysztofa Kamila Baczyńskiego: „Jeszcze słychać śpiew i rżenie koni”.
Lokacje: m.in. Sieradz.

## Obsada
- Mieczysław Łoza
- Edward Kusztal
- Edyta Wojtczak
- Zofia Czerwińska
- Jan Kreczmar − pułkownik Józef Królikiewicz
- Józef Nowak
- Eliasz Oparek-Kuziemski
- Edward Rączkowski
- Lech Grzmociński
- Karol Strasburger
- Henryk Bąk
- Halina Golanko
- Maria Klejdysz
- Tadeusz Broś
- Czesław Magnowski (kaskader)
- Zdzisław Maklakiewicz
- Ryszard Wachowski
- Krystyna Królówna
- Bernard Michalski
- Michał Szewczyk − zięć Misztala

## Źródła historyczne
Andrzej Mularczyk, autor scenariusza, wykorzystał w filmie autentyczną historię swojego ojca podpułkownika Józefa Mularczyka. We wrześniu 1939 r. był on dowódcą 2 Pułku Strzelców Konnych, walczącego w składzie Wołyńskiej Brygady Kawalerii. W nocy z 3 na 4 września żołnierze pułku zorganizowali nocny „wypad na Kamieńsk” , w czasie którego zniszczyli kilkanaście czołgów i cystern, zabili ok. 100 żołnierzy wroga. Straty po stronie polskiej to 4 osoby, które po akcji nie odnalazły drogi powrotnej do reszty jednostki. Dla uczestników wypadu generał Juliusz Rómmel przyznał 10 krzyży srebrnych Virtuti Militari, a wybór żołnierzy do odznaczenia pozostawił dowódcy pułku. Niestety, rozkaz nie dotarł do pułku.
Pod koniec lat sześćdziesiątych, gdy ujawniony został załącznik do Rozkazu Pochwalnego generała Juliusza Rómmla z dnia 13 IX 1939 roku, pułkownik Józef Mularczyk przygotował wniosek do rozdziału przydzielonych mu do dyspozycji 10 krzyży Virtuti Militari. Na podstawie wniosku pułkownika krzyż srebrny Virtuti Militari otrzymali żyjący wówczas: podporucznik Tadeusz Kostarski, porucznik Józef Gajewski, podporucznik Henryk Dembowski, podchorąży Kazimierz Szymura, starszy wachmistrz Jan Boniecki, kapral Jan Patro, porucznik Tadeusz Gierasieński oraz plutonowy Stanisław Kozyra; kapral Józef Walczuk otrzymał Krzyż Walecznych.